# 濊貊語
濊貊语是一种扶余语系语言，于公元前最后几个世纪在朝鲜东部、新罗北部使用。它可能是扶余语系的祖语之一。
濊貊和之后的朝鲜诸王国有历史联系，且可能是如古朝鲜的祖先；濊可能是扶余的同义词，貊则是高句丽。他们的语言可能属于扶余语系。
这门语言的证据受限于地名学，其存在性就成问题。依据地名学理论从三国史记复原濊貊语词汇存在争议。